# 贝代耶
贝代耶（法語：Bédeille，法語發音：[bedɛj]）是法国大西洋比利牛斯省的一个市镇，属于波城区。

## 地理
贝代耶（43°20'52"N, 0°6'3"W）面积3.85 平方千米，位于法国新阿基坦大区大西洋比利牛斯省，该省份为法国东南部省份，涵盖了贝阿恩与北巴斯克，西临大西洋比斯開灣，北至朗德省，东北接热尔省，东临上比利牛斯省，南与西班牙接壤。
与贝代耶接壤的市镇（或旧市镇、城区）包括：埃斯科内特、塞龙、贝阿恩附近维勒纳沃、隆比亚、塞兹-莫贝克。

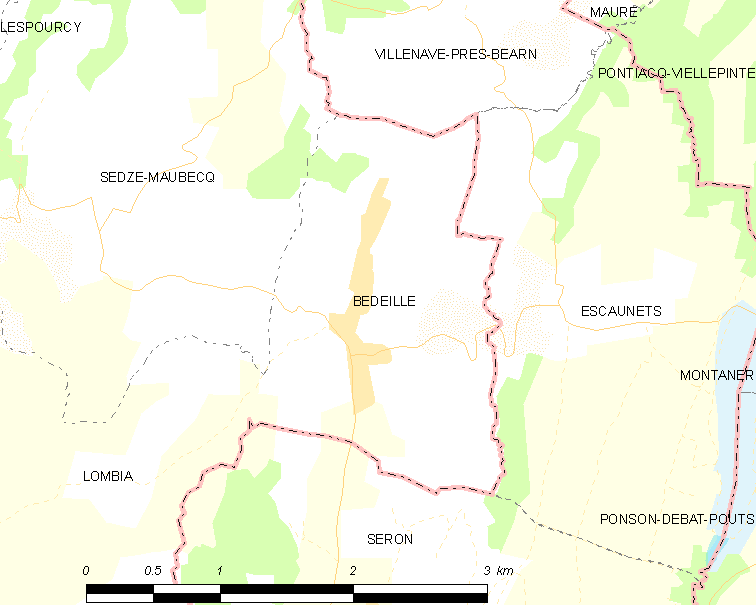
贝代耶的OSM定位图

贝代耶的时区为UTC+01:00、UTC+02:00（夏令时）。

## 行政
贝代耶的邮政编码为64460，INSEE市镇编码为64103。

## 政治
贝代耶所属的省级选区为莫尔拉斯与蒙塔内雷斯地区县。

## 人口

1962-2008年间贝代耶人口变化图示

贝代耶于2022年1月1日时的人口数量为207人。